# Fernandel
Fernandel, cu adevăratul nume Fernand Joseph Désiré Contandin (n. 8 mai 1903, Marsilia, Provence-Alpes-Côte d'Azur, Franța – d. 26 februarie 1971, Paris, Région parisienne, Franța) a fost un actor francez de mare succes, atât pe scena teatrelor, cât și în filmele de cinema, „comedianul cu zâmbet cabalin”, devenit celebru în rolul lui Don Camillo din seria de filme Don Camillo și Peppone, alături de Gino Cervi, după povestirile scriitorului Giovanni Guareschi.

## Biografie
Fernandel s-a născut la 8 mai 1903 în Marsilia. Părinții aparțineau lumii spectacolului, apărând în vodevilurile la modă, astfel că Fernandel are din copilărie contact cu scena și la vârsta de 12 ani debutează într-un mic rol în drama istorică Marceau ou les enfants de la révolution de Anicet Bourgeois la teatrul Chave. În 1915 tatăl lui este mobilizat și Fernandel este silit să lucreze pentru întreținerea familiei, mai întâi într-o bancă, apoi - până în 1925 - într-o fabrică de săpun. Când are timp, apare în diverse ipostaze (cântăreț, cabaretist) în cafenele sau pe scenele teatrelor Eldorado, Châtelet și Palais de cristal din Marsilia. La 4 aprilie 1925, se căsătorește cu Henriette Manse, sora prietenului său inseparabil, Jean Manse. Împreună cu Henriette vor avea trei copii, Josette în 1926, Janine în 1930 și Franck în 1935. Încă de când era logodit, viitoarea lui soacră, doamna Manse, exclama când venea s-o vadă pe Henriette: "Voilà le Fernand d'elle!" („Iată-l pe Fernandul ei!”, în pronunția franceză Fernandel), și așa adoptă acest pseudonim cu care se va identifica până la sfârșitul vieții. După terminarea serviciului militar în 1926, este remarcat de Jean Faraud, directorul francez la Paramount, care-l angajează ca animator în pauzele filmelor de cinematograf. În 1930 se mută la Paris, unde are un angajament în revista Nu sub regia lui Henri Varna, înregistrând un adevărat triumf, hotărâtor pentru viitoarea-i carieră. Astfel primește din partea regizorului Marc Allégret primul său rol într-un film, Le Blanc et le Noir („Alb și Negru”, 1931). Rolul îi oferă ocazia să cunoască două persoane, care vor deveni prietenii săi: Sacha Guitry, autorul piesei după care s-a făcut scenariul filmului, și Raimu, actorul principal.
În același an, Jean Renoir îl distribuie într-un rol mai important în filmul "On purge bébé", după o piesă de Georges Feydeau, și devine vedeta filmului "Le Rosier de Madame Husson" („Tânărul virtuos al doamnei Husson”), în care interpretează un rol care îl va caracteriza pe viitor: acela al unui tânăr aparent nătărău, în filmul respectiv, un adolescent naiv care-și pierde virginitatea într-un local rău famat.
Urmează o serie de filme, printre care cele sub regia lui Marcel Pagnol: "Angèle" (1934), "Regain" („Reluarea”, 1937), "Le Schpountz" (1937), "La Fille de Puisatier" („Fiica fântânarului”, 1940) și, mai târziu, "Topaze" (1950), care îi aduc consacrarea definitivă. „Datorită lui Pagnol” - spunea Fernandel - „am putut dovedi că sunt un adevărat comedian”. În 1938, publicul francez îl alege ca cel mai popular actor, înaintea actorilor Danielle Darrieux și Jean Gabin.
Succesele cinematografice nu-l împiedică să continue cariera de cântăreț, apărând în numeroase comedii muzicale, multe dintre ele transformate ulterior în filme. Unele din melodiile interpretate devin adevărate hits, ca Ignace sau Simplet, sau - mai ales - Félicie aussi.
După 1940, în perioada ocupației germane, filmele turnate nu depășesc un nivel mediu. Totul se schimbă începând cu anul 1950 când, sub regia lui Julien Duvivier, începe seria filmelor în care întruchipează figura preotului paroh Don Camillo, în luptă cu primarul comunist Peppone (rol interpretat de Gino Cervi) pentru supremația spirituală în mica localitate italiană Brescello. În ciuda antagonismelor evidente, nu rareori, împrejurări particulare îi determină să descopere interese comune care-i apropie unul de altul:
- "Le Petit monde de Don Camillo" („Mica lume a lui Don Camillo”, 1951)
- "Le Retour de Don Camillo" („Întoarcerea lui Don Camillo”, 1953)
- "La Grande bagarre de Don Camillo" („Marea încăierare a lui Don Camillo”, 1955 - în regia lui Carmine Gallone)
- "Don Camillo Monseigneur" („Don Camillo monsenior”, 1961 - în regia lui Carmine Gallone).
- "Don Camillo en Russie" („Don Camillo în Rusia”, 1965 - în regia lui Luigi Comencini)

Filmul "Don Camillo et les Contestataires", început în 1970 sub direcția artistică a lui Christian-Jaque, nu poate fi terminat din cauza îmbolnăvirii lui Fernandel. O tumoare dezvoltată la piept se dovedește a fi malignă. Actorul care a încântat milioane de spectatori în peste 125 de filme se stinge din viață la 26 februarie 1971, în apartamentul lui din avenue Foch, Paris. Este înmormântat în cimitirul Passy din inima Parisului, care i-a adus gloria și care a vrut să-l păstreze pentru totdeauna.

## Filmografie selectivă
- 1931 Le Blanc et le Noir, regia Robert Florey
- 1936 Un de la légion de Christian-Jaque
- 1937 Un carnet de bal de Julien Duvivier
- 1937 Eu, femeia și măgarul (Regain sau Arsule) de Marcel Pagnol
- 1950 Crime (Meurtres ?), regia Richard Pottier : Noël Annequin, un țăran, soțul Isabellei
- 1951 Topaze (Topaze), regia Marcel Pagnol
- 1953 Brutarul din Valorgue (Le Boulanger de Valorgue), regia Henri Verneuil
- 1953 Inamicul public nr. 1 (L'Ennemi public no 1), regia Henri Verneuil
- 1954 Ali Baba și cei 40 de hoți (Ali Baba et les quarante voleurs), regia Jacques Becker
- 1954 Oaia cu cinci picioare (Le mouton à cinq pattes), regia Henri Verneuil
- 1956 Croitorul doamnelor (Le Couturier de ces dames), regia Jean Boyer
- 1956 Don Juan, regia John Berry
- 1956 Ocolul Pământului în 80 de zile (Around the World in Eighty Days), regia Michael Anderson
- 1956 Patru pași în nori (Sous le ciel de Provence / Era di venerdì 17), regia Mario Soldati
- 1958 Legea e lege (La legge è legge), regia Christian-Jaque
- 1958 Vacanță la Paris (À Paris tous les deux / Paris Holiday), de Gerd Oswald
- 1959 Confidentul doamnelor (Le Confident de ces dames), regia Jean Boyer
- 1959 Vaca și prizonierul (La Vache et le prisonnier), regia Henri Verneuil
- 1960 Caidul (Le Caïd), de Bernard Borderie
- 1962 Asasinul din cartea de telefon (L'assassin est dans l'annuaire), regia Léo Joannon
- 1962 Dracul și cele 10 porunci (Le diable et les dix commandements), regia Julien Duvivier
- 1962 Cu muzica înainte! (Il cambio della guardia), regia Giorgio Bianchi : Attilio Capellaro, hangiul
- 1963 Feluri de mâncare cu unt (La Cuisine au beurre), regia Gilles Grangier
- 1966 Călătoria tatălui (Le Voyage du père), regia Denys de La Patellière
- 1964 Relaxează-te, dragă! (Relaxe-toi chérie), regia Jean Boyer
- 1964 Căutați idolul (Cherchez l'idole), regia Michel Boisrond
- 1964 Vârsta ingrată (L'âge ingrat), regia Gilles Grangier
- 1970 Fericit cel care ca Ulise... (Heureux qui comme Ulysse), regia Henri Colpi

## Premii
Pentru meritele sale artistice, Fernandel a primit numeroase premii și distincții, printre care:
- 1949: Marele Premiu Mondial al Râsului
- 1953: Cavaler al "Legiunii de Onoare"
- 1960: Cavaler al Artelor și Literelor
- 1964: Premiul "Georges Courteline" pentru umor
- 1970: Marele Premiu al Cinematografiei franceze

## Galerie de imagini

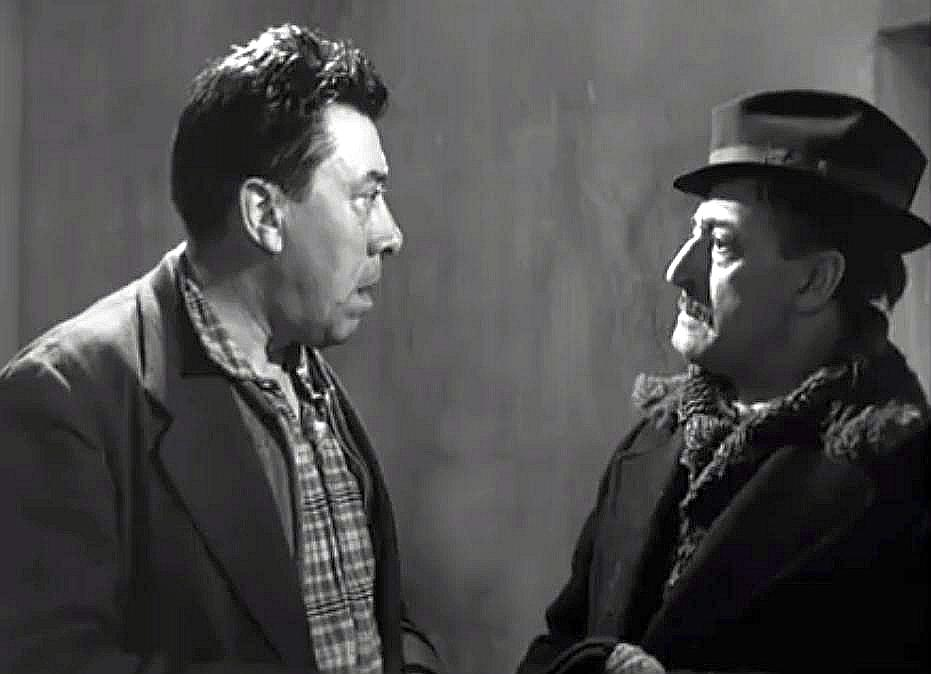
Fernandel (stânga) şi Totò (dreapta) în filmul Legea e lege (1958)
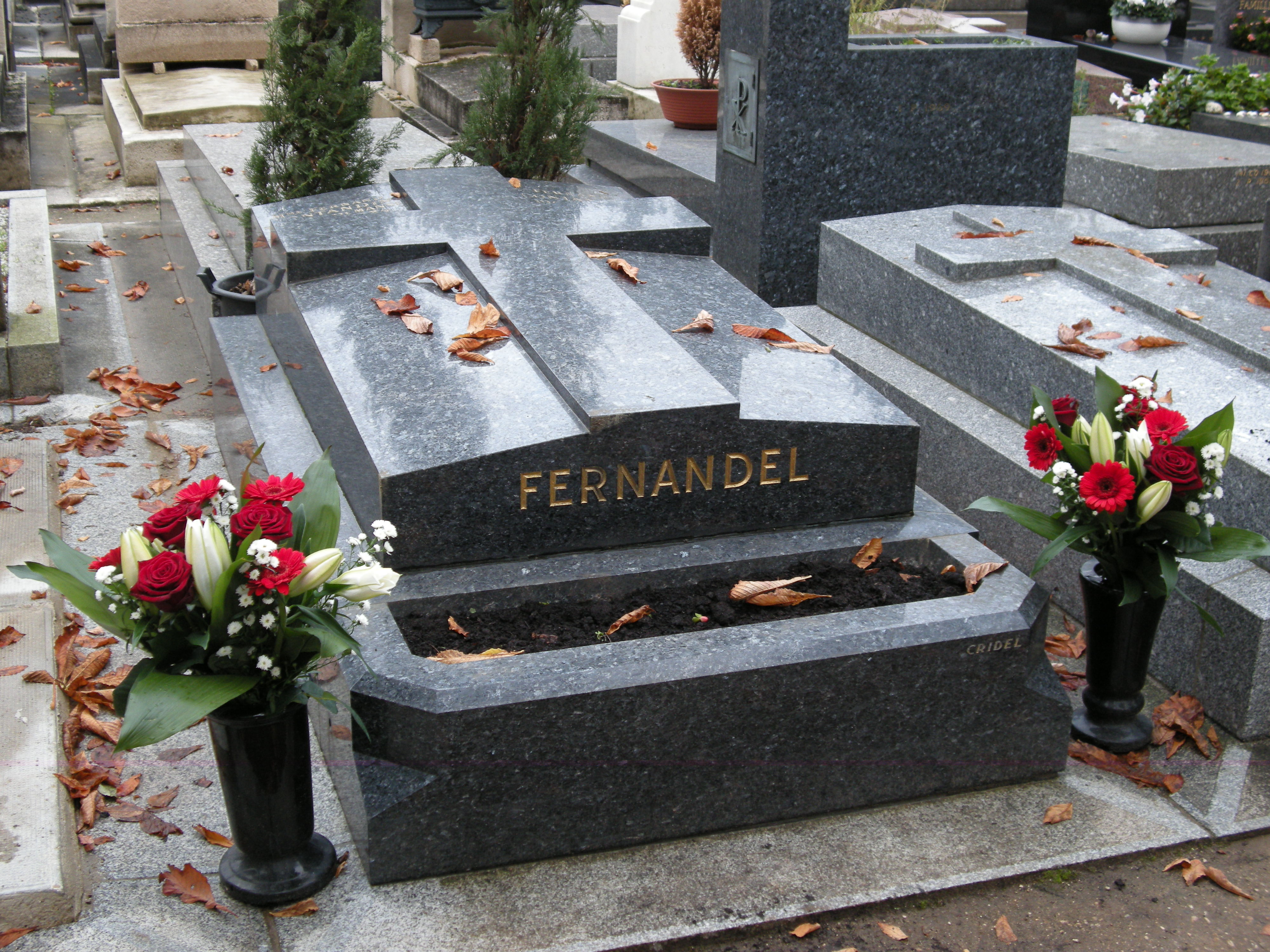
Mormântul lui Fernandel (cimitirul Passy, Paris)